# Vinnytska oblast
Vinnytska oblast (ukrainsk: Вінницька область, tr. Vinnytska oblast) er en af Ukraines 24 oblaster beliggende i den vestlige del af landet i det podolske højland. Den vigtigste flod i oblasten er Sydlige Bug, som løber gennem Vinnitsja oblast i øst-vestlig retning.
Vinnitsja oblast blev grundlagt den 27. februar 1932; dens historiske forgænger fra Zar-tiden og dele af Sovjettiden var Guvernementet Podolien. Med sine 26.513 km² udgør oblasten 4,5% af Ukraines areal. Oblasten grænser op til Tjernivtsi og Khmelnytskyj og Zjytomyr oblast mod nord, Kyiv oblast, Tjerkasy oblast og Kirovohrad oblast mod øst og Odessa oblast mod syd. Mod vest følger oblastens grænse Dnestr, der er grænseflod til Moldova og udbryderområdet Transnistrien.
Oblasten har 1.509.515 (2022) indbyggere. Dens største by og administrative center er Vinnytsja (372.113). Andre større byer er Zjmerynka (35.431), Mohyliv-Podilskyj (32.099), Khmilnyk (28.226) og Hajsyn (25.711).

## Administrativ inddeling
Vinnytska oblast var ind til 18. juli 2020 inddelt i 27 rajoner (distrikter), men de blev da sammenlagt til seks rajoner.
Disse er:
1. Hajsynskyj (Гайсинський район), med center i byen Hajsyn;
2. Khmilnytskyj (Хмільницький район), med center i byen Khmilnyk;
3. Mohyliv-Podilskyj (Могилів-Подільський район), med center i byen Mohyliv-Podilskyj;
4. Tultjynskyj (Тульчинський район), med center i byen Tultjyn;
5. Vinnytskyj (Вінницький район), med center i byen Vinnytsja;
6. Zjmerynskyj (Жмеринський район), med center i byen Zjmerynka.

## Byer i Vinnytska oblast
| #  | Byområde          | Indbyggere    |
| -- | ----------------- | ------------- |
| 1  | Vinnytsja         | 369.739(2022) |
| 2  | Zjmerynka         | 33.754(2022)  |
| 3  | Mohyliv-Podilskyj | 29.925(2022)  |
| 4  | Khmilnyk          | 29.925(2022)  |
| 5  | Hajsyn            | 25.698(2022)  |
| 6  | Ladyzjyn          | 22.459(2022)  |
| 7  | Kalynivka         | 18.492(2022)  |
| 8  | Bar               | 15.337(2022)  |
| 9  | Tultjyn           | 14.446(2022)  |
| 10 | Bersjad           | 12.205(2022)  |
| 11 | Hnivan            | 12.191(2022)  |
| 12 | Illintsi          | 11.095(2022)  |
| 13 | Nemyriv           | 11.421(2022)  |
| 14 | Jampil            | 10.679(2022)  |
| 15 | Lypovets          | 7.958(2022)   |
| 16 | Sjarhorod         | 6.982(2022)   |